# Tre Bussey
Theron Bussey, detto Tre (Atlanta, 13 novembre 1991), è un ex cestista statunitense.